# Etmadpur
Etmadpur es una ciudad y municipio situada en el distrito de Agra en el estado de Uttar Pradesh (India). Su población es de 21897 habitantes (2011). Se encuentra a 19 km de Agra.

## Demografía
Según el censo de 2011 la población de Etmadpur era de 21897 habitantes, de los cuales 11591 eran hombres y 10306 eran mujeres. Etmadpur tiene una tasa media de alfabetización del 75,21%, superior a la media estatal del 67,68%: la alfabetización masculina es del 82,20%, y la alfabetización femenina del 67,38%.